# Wenche Bredrup
Wenche Bredrup (15 de dezembro de 1934 &#x2013; 25 de janeiro de 1991) foi uma política norueguesa do Partido do Progresso.
Ela serviu como vice-representante no Parlamento da Noruega por Hordaland durante o mandato de 1981 – 1985. No total, ela reuniu-se durante 4 dias de sessão parlamentar. Ela também foi membro do conselho do condado de Hordaland. Fora da política, trabalhou na área de turismo da Noruega Ocidental.